# Грінсборо (Джорджія)
Грінсборо (англ. Greensboro) — місто (англ. city) в США, в окрузі Грін штату Джорджія. Населення — 3648 осіб (2020).

## Географія
Грінсборо розташоване за координатами 33°34′14″ пн. ш. 83°11′10″ зх. д. / 33.57056° пн. ш. 83.18611° зх. д. (33.570499, -83.186035).  За даними Бюро перепису населення США в 2010 році місто мало площу 17,60 км², з яких 17,43 км² — суходіл та 0,17 км² — водойми.

## Демографія
Згідно з переписом 2010 року, у місті мешкало 3359 осіб у 1254 домогосподарствах у складі 799 родин. Густота населення становила 191 особа/км².  Було 1440 помешкань (82/км²).
Расовий склад населення:
| - 60,1 % — чорних або афроамериканців - 29,1 % — білих - 0,4 % — вихідців з тихоокеанських островів - 0,2 % — корінних американців - 0,1 % — азіатів - 9,1 % — осіб інших рас |

До двох чи більше рас належало 1,2 %. Частка іспаномовних становила 12,7 % від усіх жителів.
За віковим діапазоном населення розподілялося таким чином: 27,2 % — особи молодші 18 років, 59,2 % — особи у віці 18—64 років, 13,6 % — особи у віці 65 років та старші. Медіана віку мешканця становила 33,6 року. На 100 осіб жіночої статі у місті припадало 91,2 чоловіків;  на 100 жінок у віці від 18 років та старших — 85,8 чоловіків також старших 18 років.
Середній дохід на одне домашнє господарство  становив 33 833 долари США (медіана — 22 449), а середній дохід на одну сім'ю — 39 219 доларів (медіана — 28 102). Медіана доходів становила 27 156 доларів для чоловіків та 35 361 долар для жінок. За межею бідності перебувало 47,0 % осіб, у тому числі 54,3 % дітей у віці до 18 років та 27,0 % осіб у віці 65 років та старших.
Цивільне працевлаштоване населення становило 1372 особи. Основні галузі зайнятості: освіта, охорона здоров'я та соціальна допомога — 24,4 %, виробництво — 14,1 %, науковці, спеціалісти, менеджери — 12,6 %.